# 1818 ve fotografii
Tento článek obsahuje významné fotografické události v roce 1818.

## Narození v roce 1818
- 9. ledna – Antoine Samuel Adam-Salomon, francouzský sochař a fotograf († 29. dubna 1881)
- 10. února – Karol Beyer, polský fotograf a numismatik († 8. listopadu 1877)
- 13. února –Anton Melbye, dánský malíř a fotograf († 10. ledna 1875)
- 15. února – Hans Krum, norský fotograf († 3. října 1882)
- 9. června – Jan Adolf Brandeis, portrétní malíř a fotograf († 13. listopadu 1872)
- 18. srpna – Henri Le Secq, francouzský malíř a fotograf († 26. prosince 1882)
- ? – Franjo Pommer, chorvatský fotograf († 19. února 1879)
- ? – Alexander Greenlaw, amatérský britský koloniální fotograf. Je známý tím, že pořídil nejstarší známé fotografie Hampi, oblasti Vijayanagara, která se později stala součástí světového dědictví UNESCO. (1818–1870)
- ? – Pierre Trémaux, francouzský architekt, orientalistický fotograf a autor mnoha vědeckých a etnografických publikací (20. července 1818 – 12. března 1895)
- ? – Gerardo Emilio San Clemente Zárate, kolumbijský malíř a fotograf (1818–1880)